# Verzetsmonument Leende
Het Verzetsmonument in Leende is een oorlogsmonument dat herinnert aan drie verzetsleden, afkomstig uit Leende, die op deze plaats omkwamen door een bomexplosie. Het gedenkteken bestaat uit een stenen kruis op een voetstuk met een toelichtende tekst erbij en bevindt zich in de berm van de Burg. Vogelslaan in Leende.

## Geschiedenis
De drie herdachte Leendenaren zijn Harrie van Kuijk (1921-1943), Kees Vogels (1917-1943) en Frans van Weert (1915-1943). Toen ze op 15 juni 1943 probeerden een onontplofte bom te ontmantelen om deze voor verzetsactiviteiten te kunnen gebruiken, kwam deze onverwachts tot ontploffing. Alle drie de mannen stierven en zij zijn uiteindelijk begraven in een gemeenschappelijk graf op het kerkhof van Leende.

## Symboliek
Behalve dat het kruis een christelijk symbool is, staat het ook voor 'het offer dat de slachtoffers brachten voor de vrijheid'.

## Opschrift
De tekst op het voetstuk luidt als volgt:

UIT

ERKENTELIJKHEID

VAN DE INWONERS

VAN LEENDE VOOR

KEES VOGELS * 22 6 17

HARRIE V. KUIJK * 9 11 21

FRANS V. WEERT * 13 12 15

DIE HIER IN DIENST

VAN HUN DORPSGENOTEN

WERDEN GEDOOD

OP 15 JUNI 1943

'S MORGENS 8.45 UUR